# 북서부사슴쥐
북서부사슴쥐 또는 킨사슴쥐(Peromyscus keeni)는 비단털쥐과에 속하는 설치류의 일종이다. 캐나다 브리티시컬럼비아주와 미국 알래스카주, 워싱턴주에서 발견된다. 학명은 1894년 성공회 선교사 존 헨리 킨(John Henry Keen)의 이름에서 유래했다.